# رون ألين
رون ألين (بالإنجليزية: Ron Allen)‏ (22 أبريل 1935 ببرمنغهام في المملكة المتحدة - 1 يناير 2006 بليستر في المملكة المتحدة) هو لاعب كرة قدم بريطاني في مركز الدفاع. لعب مع برمنغهام سيتي ولينكولن سيتي أف سي.